# Mährische Thaya
Die Mährische Thaya (tschechisch Moravská Dyje) ist der linke Quellfluss der Thaya.
Sie entspringt in Tschechien in der Böhmisch-Mährischen Höhe vier Kilometer südöstlich von Třešť bei dem Dorf Stajiště. Der Flusslauf führt durch die Dačická kotlina (Datschitzer Becken) in südliche Richtung über Bezděkov, Panenská Rozsíčka, Urbanov, Žatec, Dyjice, Radkov, Slaviboř, Černíč, Velký Pěčín, Dačice, Toužín, Hradišťko, Vnorovice, Staré Hobzí, Janov, Nové Hobzí, Modletice, Nové Sady und Písečné nach Österreich.
In Österreich führt ihr Lauf über Unterpertholz, Oberndorf bei Weikertschlag, Weikertschlag an der Thaya und Alberndorf nach Raabs an der Thaya, wo sie sich nach 68,2 km mit der Deutschen Thaya zu Thaya vereint. Sie entwässert eine Fläche von 630 km².
Zwischen Janov und der Grenze zu Österreich erstreckt sich am linken Talhang eine dreireihige, aus leichten Befestigungsanlagen bestehende Bunkerlinie des Tschechoslowakischen Walls.

## Zuflüsse
- Telčský potok (r) bei Telč
- Rybníčkový potok (l), Radkov
- Ochozín (l) bei Slaviboř
- Myslůvka (r) bei Černíč
- Vyderský potok (r) oberhalb Dačice
- Vápovka (l), Dačice
- Lipolecký potok, Toužín
- Bolíkovský potok bei Staré Hobzí